# 卡加利牛仔節
卡加利牛仔節（英語：Calgary Stampede）是每年7月在加拿大亞伯達省卡加利舉行的一個博覽會和牛仔競技。牛仔節為期十日，年度入場人數超過100萬人次。二零二零年，因為新冠病毒疫情的影響下，卡加利牛仔節有史以來第一次被取消。第一屆卡加利牛仔節在一九一二年開始，並於一九二三年後成為年度定期活動。即使上世紀經歷經濟大蕭條，第二次世界大戰和2013年亞伯達洪水等重大事故，牛仔節亦沒有取消。2008年，卡加利牛仔節入選職業牛仔競技名人堂。

## 歷史

### 早期發展
卡加利及地區農業協會（Calgary and District Agricultural Society）於1884年成立，旨在對外推廣卡加利和鼓勵居於加拿大東部的農民遷到西部。該會於1886年首度舉辦博覽會，當年卡加利2000名居民中每四人便有一人入場。到了1889年，該會更於弓河畔購地以便舉辦博覽會；然而，往後年間農產失收、惡劣天氣和經濟衰退導致協會於1895年解散。該會於弓河畔的地皮由後來出任加拿大總理的理查德·貝德福德·貝內特購入，之後再轉售予卡加利市政府。
另一方面，新成立的西部及太平洋展覽公司（Western Pacific Exhibition Company）則於1899年首度舉辦農業及工業展覽會。隨著該展覽會規模逐年擴大，聯邦政府於1908年宣佈該年度的自治領博覽會（Dominion Exhibition）將由卡城主辦。為了把握這個對外推廣的良機，卡城市政府斥資14萬5千元興建六個展覽場館和一個馬場。展覽會七日會期間吸引了十萬人次入場。
美國人蓋·韋迪克（Guy Weadick）於1908年參加過自治領博覽會後，於1912年重返卡城以爭取舉辦一個他認為更準確地反映西部文化的活動。他的建議最初並未獲廣泛接納，但在當地禽畜業代理人H. C. 麥克默倫（H. C. McMullen）的協助下，韋迪克成功游說卡城四大商家帕特·伯恩斯（Pat Burns）、喬治·雷恩（George Lane）、阿奇·麥克林（Archie McLean）和阿爾弗勒德·克羅斯（Alfred Cross）提供10萬元。為期六日的牛仔節於1912年9月舉行，數以百計來自加拿大西部、美國和墨西哥的牛仔參與競技，入場人數超過十萬人次，並錄取12萬元的收益。
韋迪克隨即籌辦1913年度的牛仔節，但卡城四大富商卻無意再度舉辦該項活動。在數名來自溫尼伯的商人慫恿下，韋迪克將第二屆牛仔節遷至該市舉行，卻以虧損收場；而1916年在紐約州舉辦的第三場牛仔節也遇上同樣下場。韋迪克於1919年返回卡城後獲卡加利工展會（Calgary Industrial Exhibition）總經理E. L. 理查森（E. L. Richardson）協助，兩人成功游說包括四大商家在內的卡城要人支持舉辦「勝利牛仔節」（Great Victory Stampede），向在第一次世界大戰中服役的加拿大軍兵致敬。

### 卡加利展覽會與牛仔節

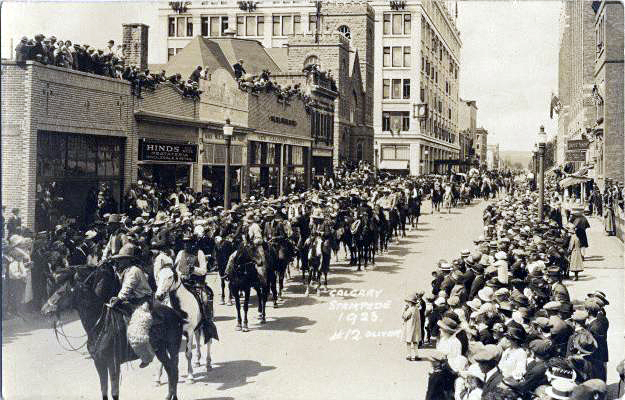
1923年度牛仔節大巡遊

在理查森的慫恿下，卡加利工展會的董事局在1922年度年會中考慮將工展會和牛仔節合二為一。經韋迪克同意後，兩項活動正式合併為卡加利展覽會與牛仔節（Calgary Exhibition and Stampede）合併後首屆牛仔節於1923年舉行，入場人數達138,950人次，主辦單位並錄得盈餘。1924年度牛仔節的入場人數再上升至167,000人次，促使主辦單位永久性保留兩會合辦的安排。
牛仔節的入場人數逐年上升，到1928年錄得258,496人次的新高。然而，隨著經濟大蕭條展開，入場人數隨之下降，牛仔節亦於1930年和1931年連續兩年錄得虧損。工展會董事局因此進行削支，卻令將牛仔節視為自己心血的韋迪克和董事局的關係惡化。韋迪克更於1932年與理查森就此展開罵戰；董事局於一個月後解除他的職務，韋迪克因此訴諸法庭。雙方關係僵持了20年，待韋迪克獲邀以嘉賓身份出席1952年度牛仔節才告和解 。
女王伊利莎伯二世和菲臘親王於1959年訪問加拿大期間出席了牛仔節，而女王再於1973年出席牛仔節的開幕儀式。

### 擴展
1950年代的牛仔節入場人數差不多每年也突破記錄，而1949年至1959年間的入場人數則上升了20萬人次。有見及此，主辦單位陸續擴建會場設施。牛仔節競技場（Stampede Corral）於1950年落成，設有7500個座位，當時是加拿大西部最大的室内運動場館此外，場內的馬場和大看臺亦於1954年重建，而四大商家大樓（Big Four Building）則於1959年開幕，夏季是卡城最大的展覽館，冬季則用作滑石場館。
牛仔節入場人數在1960年代和70年代屢創新高，於1962年首次突破50萬人次，於1966年錄得65萬4千人次，再於1976年首次突破100萬人次。主辦單位於1967年將會期從六天延長至九天，再於翌年延長至十天。為了配合卡城舉辦1988年冬季奧運會，牛仔節主辦單位新建了奧運馬鞍體育館，取代牛仔節競技場成為卡城的首要室内運動場館。馬鞍體育館於1983年完工，於1988年冬季奧運會期間連同牛仔節競技場成為冰球和花式溜冰項目的比賽場館。
牛仔節入場人數於2000年達致120萬人次後，升幅開始放緩，現時的入場人數記錄為2006年的1,262,518人次。主辦單位於2007年簡化牛仔節的正式名稱，除去「展覽會」（exhibition）一詞，改為現稱。

## 活動

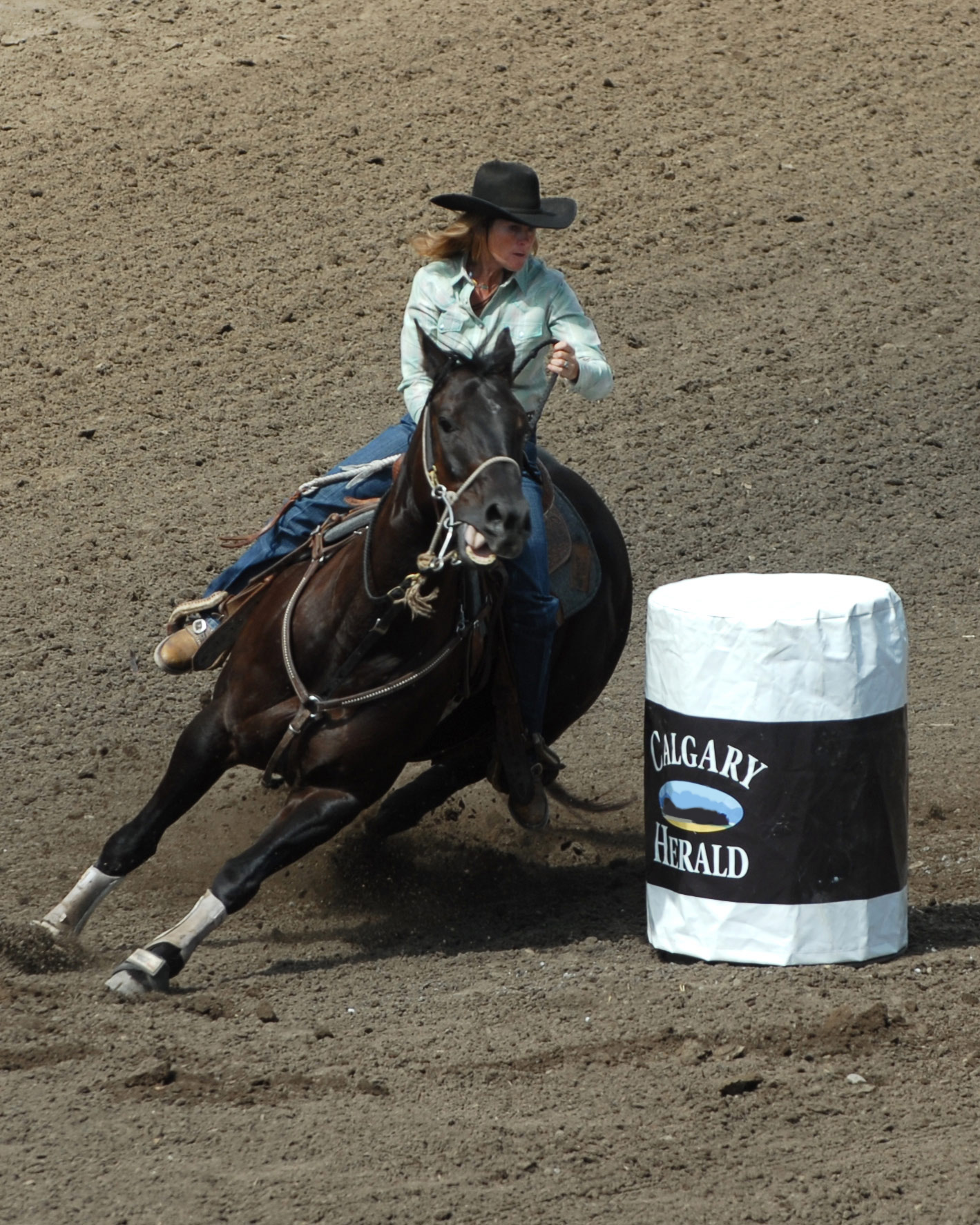
參與繞木桶賽事的女牛仔

### 巡遊
牛仔節巡遊於會期首個星期五的早上舉行，是該年度牛仔節的開幕禮。大會每年選出不同人士為巡遊元帥（parade marshal）以反映卡城市民當年所關注的事項和人物，應邀之列包括不同的政客、運動員、演員和其他人士。巡遊包括數十隊巡行樂隊、過百艘花車和數以百計的馬匹，主題融合傳統西部文化和現代因素。在巡行之列的除了牛仔、原住民舞蹈員和身穿紅色警服的加拿大皇家騎警警員外，還有小丑、政界和商界人物等。1912年首屆牛仔節巡遊共有7萬5千人在現場觀看，比卡城當年的總人口還要多。2009年牛仔節巡遊的現場觀眾多達35萬人，而2011牛仔節巡遊在劍橋公爵伉儷威廉王子和凱瑟琳出席下更創下42萬5千名現場觀眾的新高。

### 牛仔競技
牛仔競技活動是牛仔節的焦點所在。活動分為六個項目，分別為騎蠻牛（bull riding）、繞木桶（barrel racing）、扳小牛（steer wrestling）、套牛犢（tie down roping）、騎有鞍野馬（saddle bronc）和騎無鞍野馬（bareback riding）。大會另設四項少年組賽事，分別為騎小牛（steer riding）、騎有鞍野馬、騎無鞍野馬和小野馬賽跑（wild pony racing）。

## 與卡加利的關係

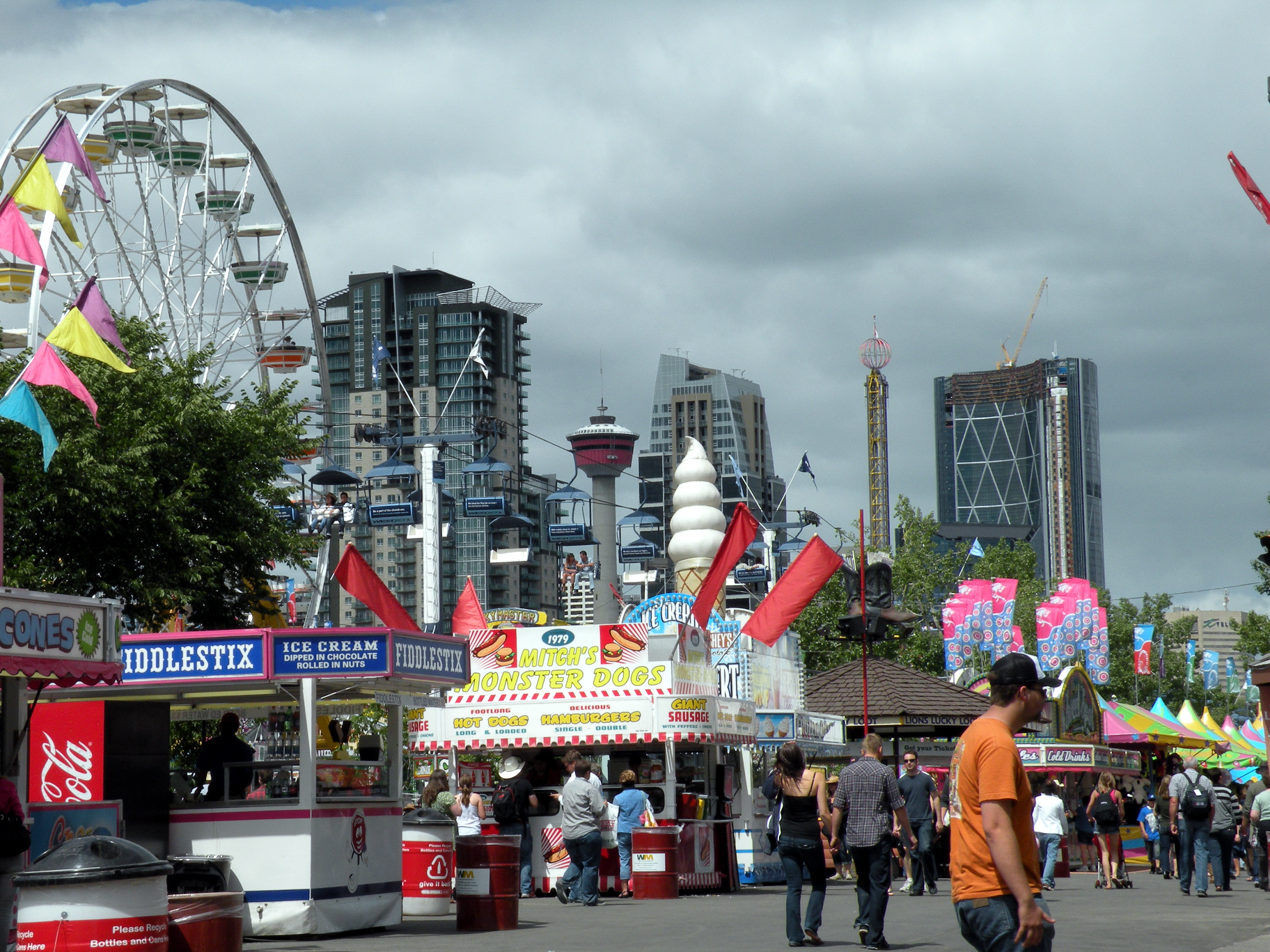
牛仔節會場內的攤位遊戲

經過歷年發展，牛仔節已成為卡城文化的重要一環，從「牛仔節之城」（Stampede City）及「牛城」（Cowtown）等卡城外號可見一班。
牛仔節主辦當局估計活動於2009年為卡城帶來1億7240萬元的總經濟收益，為全亞省帶來的總經濟收益則為2億267萬元。當局又估計遊客在牛仔節會場內每消費一元，便在會場外卡城餘下地區消費$2.65。2011年一次民意調查指出在打算參與牛仔節的卡城市民中，40%打算在會期內消費介乎150至400元，另外7%指他們的預算消費金額會超出這個數目。
牛仔節入場人數中約70%為本地居民，但主辦單位和相關政府部門亦積極對外推廣這項活動。參與牛仔節的國外遊客主要來自美國、英國和澳洲，但來自亞洲和南美的遊客亦有所增長。

### 腳註
1. ↑  Vicroy, Kevin. . ProRodeo Hall of Fame and Museum of the American Cowboy.   [2024-07-10]. （原始内容存档于2024-12-11） （美国英语）.
2. 1 2 3 4 5  Dudley, Wendy, , Calgary Herald, 1997-07-03: SS2
3. ↑  Dixon & Read 2005，第26頁
4. ↑  Dixon & Read 2005，第27頁
5. 1 2  Dixon & Read 2005，第29頁
6. ↑  Dixon & Read 2005，第30頁
7. ↑  Seskus, Tony, , Calgary Herald, 2012-04-30  [2012-06-09], （原始内容存档于2018-09-18）
8. ↑  Dixon & Read 2005，第32頁
9. ↑  Kennedy 1965，第22頁
10. 1 2  Kennedy 1965，第23頁
11. 1 2  Dixon & Read 2005，第36頁
12. ↑  Dixon & Read 2005，第38頁
13. 1 2  Kennedy 1965，第41頁
14. ↑  Livingstone 1996，第110頁
15. ↑  Livingstone 1996，第111頁
16. ↑  Kennedy 1965，第42頁
17. ↑  Livingstone 1996，第120頁
18. ↑  , Canadian Broadcasting Corporation,   [2010-05-18], （原始内容存档于2011-06-29）
19. 1 2 3  Dixon & Read 2005，第43頁
20. ↑  Gray 1985，第144頁
21. ↑  Foran 2008，第12頁
22. 1 2  Gray 1985，第143頁
23. ↑  Dixon & Read 2005，第42頁
24. ↑  Dixon & Read 2005，第44頁
25. ↑  , Canadian Broadcasting Corporation, 2009-07-13  [2010-05-19], （原始内容存档于2009-07-17）
26. ↑  Foran 2008，第ix頁
27. 1 2 3  , CTV News, 2009-07-03  [2010-05-28], （原始内容存档于2012-03-10）
28. ↑  Dixon & Read 2005，第14頁
29. ↑  , Canadian Broadcasting Corporation, 2010-07-09  [2011-07-08], （原始内容存档于2012-11-09）
30. ↑  Foran 2008，第74頁
31. ↑  Dixon & Read 2005，第11頁
32. ↑  Schneider, Katie, , Calgary Sun, 2011-07-09  [2011-07-12], （原始内容存档于2011-08-13）
33. ↑  Dixon & Read 2005，第78頁

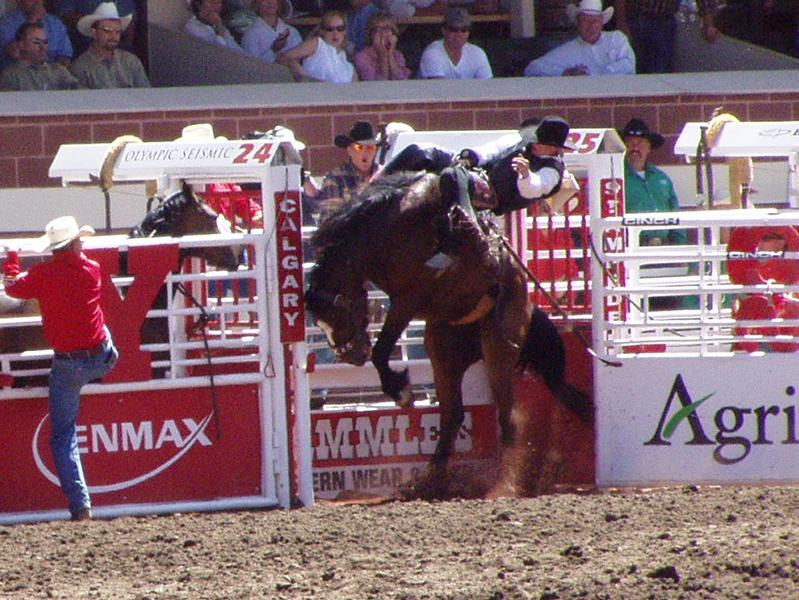
參與卡加利牛仔節競技活動的牛仔

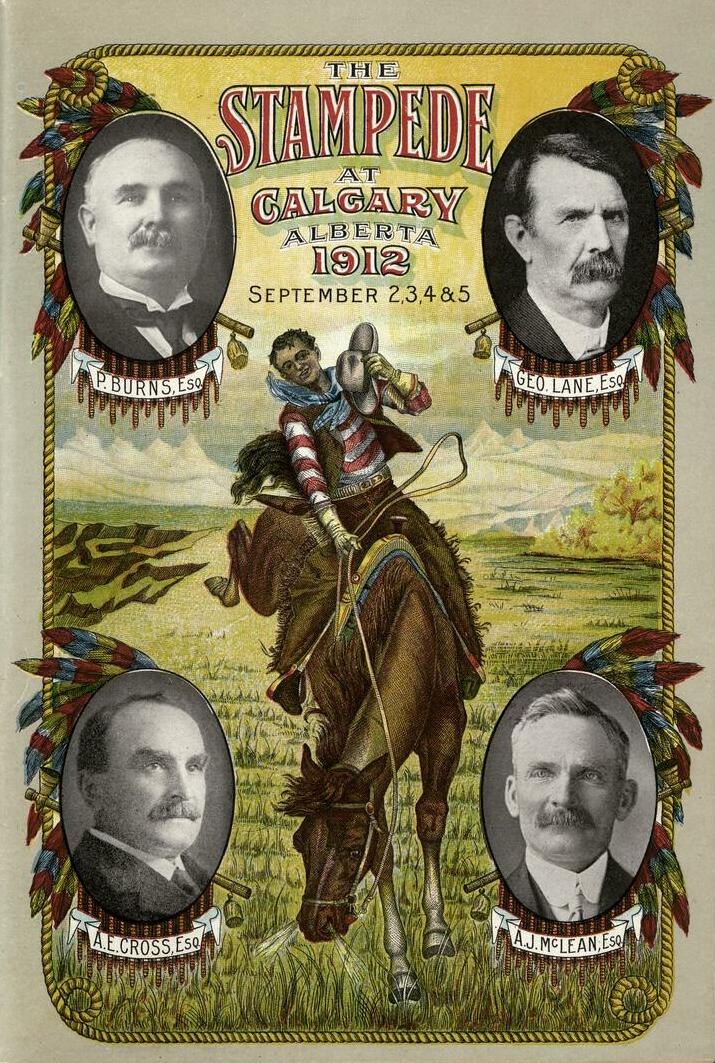
1912年的宣傳海報

34. ↑  , Calgary Stampede,   [2010-05-21], （原始内容存档于2011-07-07）
35. ↑  , Calgary Herald, 1953-07-04: 19  [2011-04-16], （原始内容存档于2018-09-18）
36. ↑  Foran 2008，第166頁
37. 1 2  , Calgary Herald, 2009-07-04  [2011-06-04], （原始内容存档于2011-07-11）
38. ↑  Toneguzzi, Mario, , Calgary Herald, 2011-07-08: D3
39. ↑  Guttormson, Kim, , Edmonton Journal, 2011-05-12
40. ↑  Varcoe, Chris, , Calgary Herald, 2011-05-26  [2011-06-04], （原始内容存档于2013-01-19）
41. ↑  Gandia, Renato, , Calgary Sun, 2011-07-11  [2011-07-12], （原始内容存档于2012-06-01）

### 引用文獻
- Dixon, Joan; Read, Tracey, , Canmore, Alberta: Altitude Publishing Canada Ltd., 2005, ISBN 1-55153-939-X
- Foran, Max (编),  (PDF), Athabasca, Alberta: Athabasca University Press, 2008  [2012-07-06], ISBN 978-1-897425-05-3, （原始内容存档 (PDF)于2018-09-18）
- Gray, James H., , Saskatoon, Saskatchewan: Western Produce Prairie Books, 1985, ISBN 0-88833-163-0
- Kennedy, Fred, , Vancouver: West Vancouver Enterprises, 1965
- Livingstone, Donna, , Vancouver: Greystone Books, 1996, ISBN 1-55054-488-8
- Reasons, Charles (编), , Toronto: Between the Lines, 1984, ISBN 0-919946-46-1

## 外部連結
51°02′01″N 114°03′14″W / 51.03361°N 114.05389°W
- Calgary Stampede （页面存档备份，存于）